# Cultuurtoerisme
Cultuurtoerisme (ook cultureel toerisme) is een type toerisme betreffende de cultuur, en dan vooral de kunst, van een land, gebied of stad. Kunst wordt daarbij heel opgevat. Culturele toeristen houden bijvoorbeeld van beeldende kunst, architectuur, archeologische sites, maar ook van muziek.
Het cultuurtoerisme focust zich op steden en dan vooral in steden met musea. Enkele steden zijn Rome, Florence, Barcelona, Parijs, Londen, Dresden en Kopenhagen. Een gebied dat hieronder valt is onder andere de kastelen van de Loire.
In Nederland is Amsterdam een veel gekozen culturele bestemming. In België gaat het om Brugge, Gent, Antwerpen en Brussel.
Het aantrekken van toeristen door etnisch ondernemerschap is ook een vorm van cultuurtoerisme. Hierbij kan gedacht worden aan de viering van Chinees Nieuwjaar.
Ook op het platteland komt het voor; openluchtfestivals, de huizen van beroemde schrijvers en kunstenaars, beeldhouwwerken-routes en landschappen die door de literatuur bekend werden.
Het is algemeen geaccepteerd dat culturele toeristen wezenlijk meer besteden dan de standaardtoeristen. Ook deze vorm van toerisme wordt over het algemeen populairder in heel Europa.